# Emad Hashim
Emad Hashim Hassan (arabe : عماد هاشم) (né le 10 février 1969 à Bagdad en Irak) est un footballeur international irakien, qui évoluait au poste de gardien de but.

## Biographie

### Carrière en sélection
Avec l'équipe d'Irak, il joue 75 matchs (pour aucun but inscrit) entre 1988 et 2001. 
Il figure dans le groupe des sélectionnés lors de la coupe d'Asie des nations de 1996. Il participe également aux JO de 1988.
Il joue enfin 9 matchs comptant pour les éliminatoires des coupes du monde 1994 et 1998 et dispute la Coupe du monde des moins de 20 ans 1989 organisée en Arabie saoudite.